# Kurowo (powiat kościański)
Kurowo – wieś w Polsce położona w województwie wielkopolskim, w powiecie kościańskim, w gminie Kościan.
W okresie Wielkiego Księstwa Poznańskiego (1815-1848) miejscowość wzmiankowana jako Kurowo należała do wsi większych w ówczesnym pruskim powiecie Kosten rejencji poznańskiej. Kurowo należało do okręgu czempińskiego tego powiatu i stanowiło odrębny majątek, którego właścicielem był wówczas (1846) Fyxicki. Według spisu urzędowego z 1837 roku Kurowo liczyło 212 mieszkańców, którzy zamieszkiwali 22 dymy (domostwa).
W latach 1975–1998 miejscowość należała administracyjnie do województwa leszczyńskiego.

## Demografia
Liczba mieszkańców miejscowości:
| Rok  | Ilość mieszkańców |
| ---- | ----------------- |
| 1837 | 212               |
| 1998 | 321               |
| 2002 | 329               |
| 2009 | 332               |
| 2011 | 329               |
| 2021 | 304               |

Od roku 1998 do 2021 liczba osób żyjących w miejscowości zmniejszyła się o 5,3%.